# Tamara Vučković
Tamara Vučković (en serbio: Тамара Вучковић; Belgrado, 1970), también conocida por su nombre de casada Tamara Vučković Manojlović (en serbio: Тамара Вучковић Манојловић) es una actriz serbia que es la actual directora del Teatro de Drama Yugoslavo. Ella es la esposa del también actor serbio Miki Manojlović, con quien tiene un hijo, Ivan.

## Filmografía
| Año  | Título                             | Papel                | Notas                                                          |
| ---- | ---------------------------------- | -------------------- | -------------------------------------------------------------- |
| 1992 | Tito i ja                          | Cantante en bar      |                                                                |
| 1992 | Bulevar revolucije                 | Amiga de Biljana # 2 |                                                                |
| 1993 | Broz i ja                          | Cantante en bar      | Serie de televisión Adaptación para la televisión de Tito i ja |
| 1995 | Simpatija i antipatija             | Toda, mucama         | Película para televisión                                       |
| 1997 | Tango je tužna misao koja se pleše |                      |                                                                |
| 1997 | Ljubav, ženidba i udadba           | Juca                 | Película para televisión                                       |
| 1998 | Nikoljdan 1901. godine             | Mara, mucama         | Película para televisión                                       |
| 2000 | Victoire ou la Douleur des femmes  | Simone Hiff          | Miniserie                                                      |
| 2005 | Položajnik                         | Desa                 | Película para televisión                                       |
| 2009 | Na terapiji                        | Natalija             | Serie de televisión                                            |
| 2015 | The Price of Desire                | Louise Dany          |                                                                |